# Ellipteroides paraensis
Ellipteroides paraensis är en tvåvingeart som först beskrevs av Alexander 1920.  Ellipteroides paraensis ingår i släktet Ellipteroides och familjen småharkrankar. Inga underarter finns listade i Catalogue of Life.